# Doctor at Sea
Doctor at Sea (fra: Rendez-vous à Rio; bra: A Noiva do Comandante) é um filme de comédia britânico de 1955, dirigido por Ralph Thomas, produzido por Betty E. Box e baseado na obra de Richard Gordon de 1953 com o mesmo nome. Este foi o segundo de sete filmes da série Doctor, seguindo o imensamente popular Doctor in the House do ano anterior. Mais uma vez, Richard Gordon participou da redação do roteiro, junto com Nicholas Phipps e Jack Davies, e mais uma vez Dirk Bogarde interpretou o personagem principal Dr. Simon Sparrow.
O elenco também inclui James Robertson Justice e Joan Sims do primeiro filme, mas desta vez interpretando personagens diferentes. Foi também um dos primeiros filmes em inglês de Brigitte Bardot.

## Elenco
- Dirk Bogarde como Dr. Simon Sparrow
- James Robertson Justice como Capitão Hogg
- Brenda De Banzie como Muriel Mallet
- Brigitte Bardot como Hélène Colbert
- Maurice Denham como Steward Easter
- Michael Medwin como Terceiro oficial
- Hubert Gregg como Archer
- James Kenney como Fellowes
- Raymond Huntley como Capt. Beamish
- Geoffrey Keen como Chief Officer Hornbeam
- George Coulouris como o carpinteiro do navio
- Noel Purcell como Corbie
- Jill Adams como Jill
- Joan Sims como Wendy
- Cyril Chamberlain como Whimble
- Toke Townley como Jenkins
- Thomas Heathcote como Wilson
- Eugene Deckers como Chefe de poícia
- Michael Shepley como pai de Jill
- Felix Felton como Dr George Thomas

## Recepção
O filme foi o terceiro mais popular do Reino Unido em 1955, depois de The Dam Busters e White Christmas.
Ralph Thomas afirmou em 1956 que obteve meio milhão de libras de lucro.